# Aline Gouget
Aline Gouget, née en 1977, est une mathématicienne française. Elle a dirigé l’équipe de recherche et développement Cryptographie avancée chez Gemalto. Elle est actuellement adjointe au chef de la division Scientifique et Technique de l'ANSSI.

## Biographie
Aline Gouget naît en 1977.
En 2004, Aline Gouget réalise sa thèse de doctorat sur l'étude des propriétés cryptographiques des fonctions booléennes au sein de l'équipe algorithmique du laboratoire d'informatique de l’université de Caen. Elle travaille ensuite pendant 18 mois au sein du laboratoire de sécurité des services et des réseaux de France Télécom R&D.
En 2017, elle reçoit le prix Irène-Joliot-Curie dans la catégorie Femme recherche et entreprise pour ses travaux en cryptographie avancée et leur application industrielle,.
En 2021, elle rejoint l'ANSSI.

## Prix
- 2017 : prix Irène-Joliot-Curie, catégorie Femme recherche et entreprise[4]